# 岩田詩帆
岩田 詩帆（いわた しほ　7月30日 - ）は、日本の女優・タレントである。
神奈川県出身。かつてニューウォーカーズに所属していた。

## 来歴・人物
神奈川県出身で、年齢は非公開。趣味は、アニメ鑑賞・麻雀。特技は、短距離走、習字（日本習字8段）。「黒子のバスケ」中の登場人物である「秀徳高校バスケ部」の「高尾和成」の熱狂的なファン。アクション俳優を"自称"することがある。また、れもんP名義で各種イベントのプロデュースを行う。俳優の和久井大城の大ファンであり、共演した舞台でブロマイドの大人買いは言うに及ばず、終演後のチェキ会に並ぶほどである。
2015年、それまで所属していた有限会社えりオフィスを退所、「岩下夏帆」から現名にあらためフリーとして女優業を中心に活動。
2016年、ニューウォーカーズに入所。
2017年、恋するミュージカルリズムゲーム「夢色キャスト（夢キャス）」内で5月31日～6月8日に開催された「Wind - Wind Symphony! - First Stage -」後編イベントにて、重課金勢の底力を余すところなく発揮して「新堂カイト」の34番目の女に君臨した（全国ユーザーランキング34位を獲得）。
2021年、8月31日をもってニューウォーカーズを退所、一般人のオタクに。11月21日、高尾和成の誕生日である同日に三次元の男性と結婚、プロのニートとして毎月のように家電を破壊したりブラックホール（洗濯機の裏）にさまざまな物資を吸い込ませている。

## 出演

### 舞台
- ゴブレイプロジェクト「ミオとジュリとエット…」脚本・演出 ゴブリン串田（2012.9、池袋・シアターKASSAI）
- アリスインプロジェクト「戦国降臨ガール」脚本・演出 まつだ壱岱（2012.12、池袋・シアターKASSAI）
- ゴブレイプロジェクト「まいっちんぐマチ子先生」脚本・演出 ゴブリン串田（2013.2、池袋・シアターKASSAI）
- ゴブレイプロジェクト「キングリア」脚本・演出 ゴブリン串田（2013.4、Livetheater間〜まほろ〜）
- アリスインプロジェクト「戦国降臨GIRLS」脚本・演出 まつだ壱岱（2013.7、青物横丁・六行会ホール）
- TOKYO MX「ラズベリーガール」脚本・守山カオリ 演出・扇田賢（2013.9、中野 ザ ポケット）
- アリスインプロジェクト「名探偵はじめました」演出・岡田基哉（2013.11、銀座みゆき館）
- アリスインプロジェクト「戦国降臨ガールR」脚本・演出 まつだ壱岱（2014.10、青物横丁・六行会ホール）
- SP/ACE=project「PRISM」脚本・演出  松崎史也（2015.3、シアターグリーンBIG TREE THEATER）
- 劇団カラスカ「ゴーストシスターズ」脚本・演出 江戸川崇（2015.7、上野ストアハウス）
- 爆走おとな小学生「勇者セイヤンの物語(仮) 」脚本・演出 加藤光大（2015.9、学芸大学・千本桜ホール）
- ○組「大きな虹のあとで〜不動四兄弟〜」演出・秦秀明 （2015.10、新宿村LIVE）
- 爆走おとな小学生「私私私立下等高等学校」脚本・演出 加藤光大（2015.12、池袋GEKIBA）
- mile stone vol.2nd「KIZUNA」脚本・田山貴大 演出・石毛 元貴（2016.2、中野momo）
- 爆走おとな小学生「勇者セイヤンの物語(真)」脚本・演出 加藤光大（2016.3、新宿村LIVE）
- インランドシー「アフレコ劇 ヒーロー専門学校」演出・大浜直樹（2016.5、テアトルBONBON）
- はちみつシアター「星屑14号〜GAME」脚本・演出 巣鴨五反田（2016.7、吉祥寺・STAR PINE'S CAFE）
- ○組「大きな虹のあとで〜不動四兄弟〜」演出・加藤光大 （2016.10、池袋・シアターKASSAI）
- はちみつシアター「地獄リボン.snpクリスマスだった・・・」脚本・演出 巣鴨五反田（2016.12、吉祥寺・STAR PINE'S CAFE）
- はちみつシアター「死がらみドメスティック」脚本・演出 巣鴨五反田（2017.6、吉祥寺・STAR PINE'S CAFE）
- ○組「バック・トゥ・ザ・君の笑顔」脚本・演出 村上芳 （2017.8、武蔵野芸能劇場 小劇場）
- はちみつシアター「月光ロックはちみつスターズ」（2017.12、吉祥寺・STAR PINE'S CAFE）
- はちみつシアター「ロミミ _ The W edition _ 」（2018.3、中野・ザ・ポケット）
- 劇団わ「バック・トゥ・ザ・君の笑顔」脚本・演出 村上芳 （2018.5、中目黒キンケロ・シアター）
- はちみつシアター「パラドーション 0 ～未来はあなたを誇ってる」（2018.8、吉祥寺・STAR PINE'S CAFE）
- はちみつシアター「月光ロック はちみつスターズ・バトル！！〜派遣の息の根、とめてやるっ！〜」（2018.12、吉祥寺・STAR PINE'S CAFE）
- はちみつシアター「LIVE VOL.11 有耶無耶ダイブ～パラドーション00～」（2019.5、吉祥寺・STAR PINE'S CAFE）
- はちみつシアター「ライブ 83 SHOW CASE vol.1」（2019.9、吉祥寺・STAR PINE'S CAFE）
- はちみつシアター「LIVE VOL.12　月光ロックはちみつスターズ ザ ラストバトル ? 月と星と友情と私達の揺るぎない決意。女は強く美しく、これが最後のおしおきよ !! 愛と正義のために戦士達よ果てしなく … 生きて、散れっ !!」（2019.12、吉祥寺・STAR PINE'S CAFE）
- はちみつシアター「OL LIVE VOL.1　happy！！！-はちみつシアター年末大感謝祭2020-」（2020.12、オンラインライブ配信）
- はちみつシアター「LIVE VOL.13　Re:バーシブル」（2022.7、吉祥寺・STAR PINE'S CAFE）（※ いわし 名義）
- はちみつシアター「LIVE VOL.14　ミルクと、セブン」（2023.9、吉祥寺・STAR PINE'S CAFE）（※ いわし 名義）

### イベントプロデュース
- 「つちだれもん」（2015年5月16日、東中野・バニラスタジオ）つちださゆりとのトークイベント（ゲスト：中村まい）。
- 「おれんじれもん」vol.1（2015年8月29日、東中野・バニラスタジオ）尾崎礼香とのトークイベント（ゲスト：中村まい）。主に岩田が「高尾和成」への想いを熱く語る場。
- 「北山亜莉沙聖誕祭」〜限定復活☆二本立て〜（2015年9月26日、六本木・Resort Dining Juppy　トーク×ミニライブイベント）（2015年10月3日、撮影会）
- 「おれんじれもん」vol.2（2015年11月1日、東中野・バニラスタジオ）尾崎礼香とのトークイベント（シークレットゲスト：中村まい）。主に岩田が「高尾和成」への想いを熱く語る場。
- 「にもじーず」『じゅらい☆がーるず～常夏クリスマス～』（2015年12月23日、東中野・バニラスタジオ）橘杏、小玉百夏とのクリスマスイベント。
- 「おれんじれもんらいむ」vol.3（2016年2月21日、東中野・バニラスタジオ）尾崎礼香、中村まいとのトークイベント。主に岩田が「高尾和成」への想いを熱く語る場。
- 「いわしぽむ」（2016年5月29日、東中野・バニラスタジオ）橘杏とのトークイベント。主に岩田が「高尾和成」への想いを熱く語る場。
- 「ひきこもりかふぇ」（2016年9月11日、レンタルカフェスペースmagari　洗足店）中村まいとの一日限定カフェ。ゲスト：つちださゆり、いせひなた、岡野里咲

### テレビ放送
- 「ラズベリーガール」（2013.9、TOKYO MX）
- 「アウト×デラックスSP」（2014.7、フジテレビ）再現V 嗣永桃子 役
- 「人気芸能人にイタズラ！仰天ハプニング130連発！」(2017.10、フジテレビ)
- 「人気芸能人にイタズラ！仰天ハプニング150連発！」(2017.12、フジテレビ)

### ラジオ放送
- 「『漫学〜Nちゃんねる〜』」（2014、FM西東京）メインパーソナリティ

### CM
- 「アニメイト」TVCMナレーション（2011.3）
- 株式会社ニトムズ「コロフルシリーズ」スチール（2014.3）
- 「WMN.tokyo」(2017.10)

### その他
- BODYLINE Presents TikToker『オフフェス』プレイベント in サンリオピューロランド（2019.1、サンリオピューロランド）

### 注
1. ↑  Twitter上の誕生日は11月21日となっているが、これは本人の誕生日ではなく、「黒子のバスケ」の登場人物「高尾和成」の誕生日である。